# Bernardo Trujillo
Bernardo Trujillo (1920-1971), fue el gurú de la gran distribución en la década de 1950. Este orador colombiano, radicado en Estados Unidos, organizaba conferencias por cuenta del fabricante de cajas registradoras NCR (National Cash Registers) a las cuales asistían los principales protagonistas de la gran distribución francesa, entre los cuales se encontraban: Marcel Fournier (Carrefour), Denis Defforey (Carrefour), Edouard Leclerc (E. Leclerc), Gérard Mulliez (Auchan), Paul Dubrulle (Accor) y Gérard Pélisson (Accor).
Un sitio web está dedicado a Bernardo Trujillo

## Algunos preceptos
- El éxito se basa en tres pilares: el autoservicio, los precios bajos y el espectáculo. Si falta uno de ellos, todo se viene abajo
- Sin aparcamiento, no hay negocio
- Hechos de circo permanentemente
- Amontonar arriba, pero vender parte baja
- A los ricos les gustan los precios bajos, los pobres tienen necesidad
- Es allí donde hay tráfico donde se puede hacer todo tipo de comercios
- Crear islotes de pérdidas en un océano de beneficio (con respecto a la publicidad y a los precios de llamada)
- Los escaparates son los ataúdes de los almacenes
- Todo bajo el mismo techo